# Rob Groener
Rob Groener, né le 19 septembre 1945 à Glanerbrug aux Pays-Bas, est un footballeur néerlandais qui évoluait au poste de défenseur, avant de se reconvertir en entraîneur. Il a dirigé notamment les sélections du Suriname et des Antilles néerlandaises.

## Biographie

### Carrière de joueur
Groener commence sa carrière dans le football amateur, avec le club du DOS'19, en étant par la suite convoqué en sélection amateur des Pays-Bas.
Il joue ensuite en faveur de l'Heracles Almelo, où il termine subitement sa carrière après une double fracture de la jambe survenue lors d'un match contre le SC Heerenveen, le 7 février 1971.

### Carrière d'entraîneur
Groener commence sa reconversion comme préparateur physique au service du FC Twente. De 1974 à 1978, il est entraîneur du Quick'20, club amateur de Oldenzaal. En 1978, il obtient son diplôme d'entraîneur de football. Sa première expérience comme directeur technique a lieu au Suriname, puisqu'il est le sélectionneur de l'équipe nationale entre 1978 et 1979. Sous sa conduite, le Suriname s'adjuge le Championnat de la CFU de 1978. En 1981, il revient aux Pays-Bas, au Quick'20.
En juin 1981, Groener signe un contrat d'un an comme entraîneur du FC Twente, qu'il prolonge d'un an supplémentaire jusqu'en février 1982. Pour sa première saison, Twente termine à la 12e place de la Eredivisie 1981/82. Cependant les résultats empirent lors de la saison suivante, ce qui motive son licenciement en novembre 1982. Twente est d'ailleurs relégué à la fin de cette saison.
De 1983 à 1985, il est sélectionneur de l'équipe nationale des Antilles néerlandaises. De retour aux Pays-Bas, il revient de nouveau au Quick'20, puis tente une expérience dans le football allemand, concrètement dans le VfL Herzlake, club amateur évoluant en Oberliga.
À partir de 1992, il exerce comme directeur sportif, successivement au FC Emmen, au Cambuur Leeuwarden et à l'Heracles Almelo, club qu'il est contraint de quitter en 1998, après beaucoup de critiques internes contre sa gestion.

### Carrière d'agent
Après sa carrière d'entraîneur, Groener est agent FIFA. Parmi ses principaux clients, on retrouve les internationaux Marko Arnautović, Georgios Samaras, l'ex joueur espoirs allemand Peter Niemeyer, et l'entraîneur Jan de Jonge.

## Palmarès (entraîneur)
Suriname
- Vainqueur de la Coupe caribéenne des nations en 1978.